# Blagoevgrad
Blagoevgrad er en by i det sydvestlige Bulgarien med 72.764(2024) indbyggere. Byen er hovedstad i Blagoevgrad-provinsen, der på grund af det nærtliggende bjerg Pirin også er kendt som Pirin-Landsdelen (Pirinski Kraj) eller Pirin-Makedonien (Pirinska Makedonija). Byen ligger tæt ved grænsen til nabolandet Nordmakedonien.